# Vittaselkä (kulle i Finland, Lappland, Tunturi-Lappi, lat 68,12, long 24,43)
Vittaselkä är en kulle i Finland.   Den ligger i den ekonomiska regionen  Fjäll-Lappland  och landskapet Lappland, i den norra delen av landet, 900 km norr om huvudstaden Helsingfors. Toppen på Vittaselkä är 372 meter över havet, eller 72 meter över den omgivande terrängen. Bredden vid basen är 6,5 km.
Terrängen runt Vittaselkä är huvudsakligen platt.  Trakten runt Vittaselkä är nära nog obefolkad, med mindre än två invånare per kvadratkilometer.